# Municipio de Navojoa
El Municipio de Navojoa es uno de los 72 municipios en que se encuentra dividido el estado mexicano de Sonora, su cabecera es la ciudad de Navojoa.

## Geografía

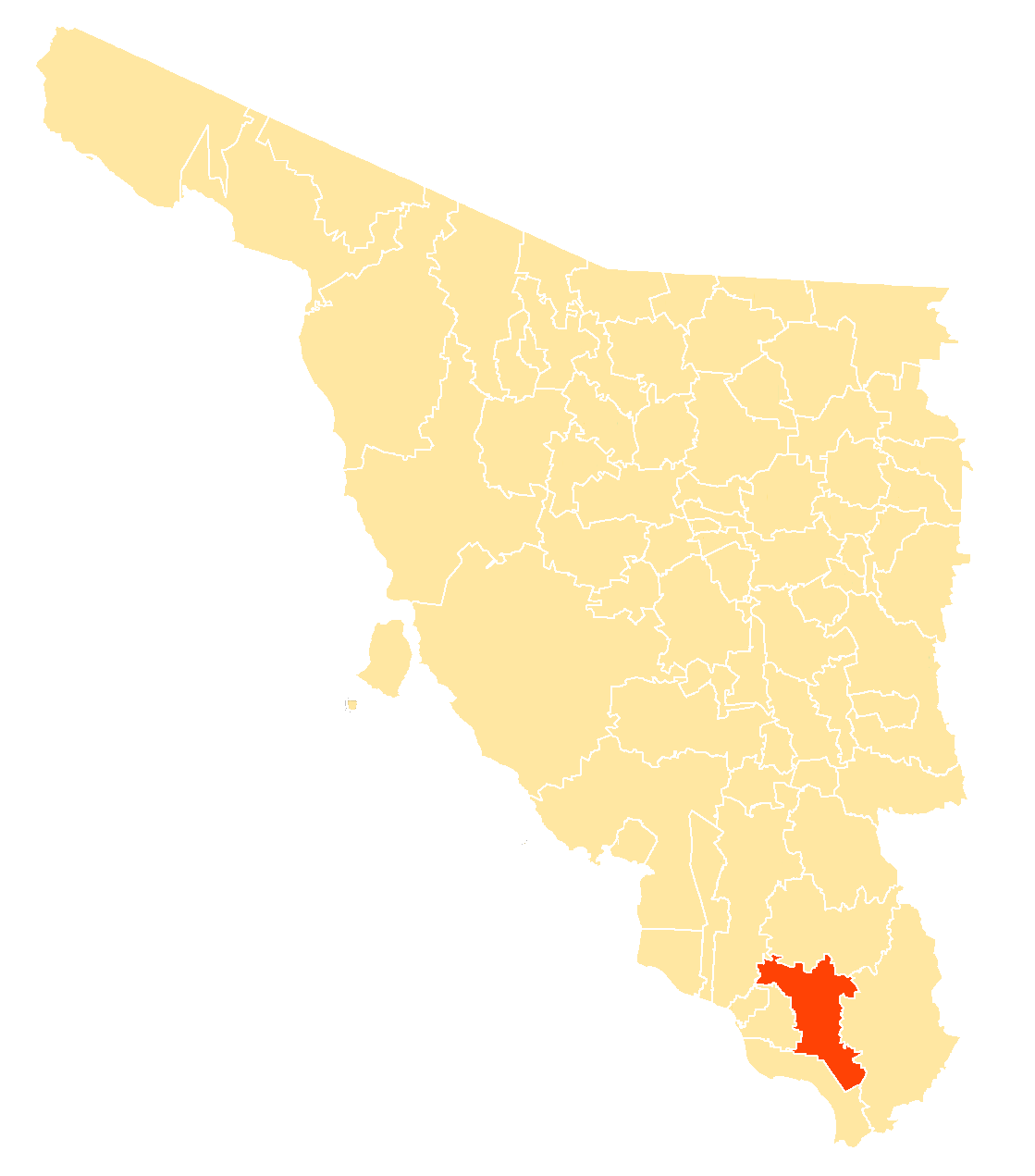
Ubicación del municipio de Navojoa en Sonora.

El municipio está ubicado en el sur del estado de Sonora y se localiza en la posición 27°04′51″N 109°26′43″O / 27.08083, -109.44528, a una altitud de 33 m s. n. m. Colinda con los municipios siguientes: al norte con Cajeme y Quiriego, al este con Álamos, al suroeste con Huatabampo y al oeste con Etchojoa.

### Flora
En este municipio se tiene una combinación de diferentes especies de vegetación con variedades de pastizal combinados con matorrales.
Entre los principales componentes se encuentran el torote blanco, torote colorado, hierba del burro, gobernadora, palo fierro, candelilla, incluyendo también las llamadas agrupaciones de cardonal como órganos, candelabros y garambullo.
También destacan en este municipio las áreas dedicadas a la agricultura de riego, incluidas las llamadas de riegos parciales. asereje

### Fauna
La fauna silvestre de este municipio es variada, encontrándose: sapo, ninfa, sapo toro, tortuga del desierto, camaleón desértico, huico, cachora (mundialmente conocida como lagartija), lince, coyote, jabalí, liebre, conejo, tlacuache (zarigüella), ardilla, tortolita cola corta, paloma morada, pato, garrapatero, chuparrosa, matraquita, pichones.

## Demografía
De acuerdo a los resultados del Censo de Población y Vivienda de 2020 realizado por el Instituto Nacional de Estadística y Geografía, la población total de Navojoa es de 164387 habitantes, de los cuales 81264 son hombres y 83123 son mujeres.

### Localidades
El municipio de Navojoa tiene un total de 305 localidades, las principales y su población en 2020 son las que a continuación se enlistan:
| Código | Localidad                                                         | Población |
| INEGI  | Total Municipio                                                   | 164387    |
| 0001   | Navojoa 27°4′54″N 109°26′44″O / 27.08167, -109.44556              | 120926    |
| 0531   | Pueblo Mayo 27°12′14″N 109°33′28″O / 27.20389, -109.55778         | 2668      |
| 0052   | Guadalupe de Juárez 27°21′43″N 109°43′18″O / 27.36194, -109.72167 | 1715      |
| 0079   | Masiaca 26°45′49″N 109°14′15″O / 26.76361, -109.23750             | 1505      |
| 0146   | Bacabachi 26°53′52″N 109°23′35″O / 26.89778, -109.39306           | 1370      |
| 0055   | Guaymitas 27°6′38″N 109°26′19″O / 27.11056, -109.43861            | 1331      |
| 0101   | Rosales 27°7′57″N 109°26′15″O / 27.13250, -109.43750              | 1263      |
| 0300   | Los Buayums 26°51′46″N 109°26′1″O / 26.86278, -109.43361          | 1244      |
| 0006   | Los Bahuises 27°7′18″N 109°28′8″O / 27.12167, -109.46889          | 1234      |